# Sport- und Turn-Club Hirschberg 1919
Il Sport- und Turn-Club Hirschberg 1919, meglio conosciuto come STC Hirschberg, è stata una società di calcio tedesca, con sede a Hirschberg im Riesengebirge.

## Storia
Il club venne fondato nel 1919 come Hirschberger SV 1919, nome che cambiò qualche anno dopo in STC Hirschberg 1919 a seguito dell'assorbimento del STC Hirschberg.
Giocava le sue partite interne al Sportplatz Feigen-mund.
Nella stagione 1943-1944 riuscì ad accedere alla fase nazionale del campionato tedesco, riuscendo a superare nel primo turno il SDW Posen, per poi essere eliminato agli ottavi di finale dal First Vienna.
A causa del prosieguo negativo del conflitto per la Germania, il club non partecipò più ai campionati, ed al termine della guerra la stessa città di Hirschberg im Riesengebirge passò alla Polonia e la squadra non venne più ricostituita.